# 德間康快
德間康快（日语：／ Tokuma Yasuyoshi，1921年10月25日—2000年9月20日）是一名日本企業家和電影製作人。
曾任德間書店社長（第1任）、大映社長、學校法人逗子開成學園理事長（第5任）、逗子開成高等學校校長（第12任）、吉卜力工作室社長（第1任、第3任）、東京都寫真美術館館長（第3任）。

## 生平
出生於神奈川縣橫須賀市。經歷逗子開成中學校、早稻田大學商學部畢業。
青年時曾為日本共產黨黨員。1943年進入讀賣新聞社（現今的讀賣新聞東京本社），1946年由于盟国占领当局的清共而退社。加入松本重治的《民報》社任社会部次長，直至1948年盟国占领当局对松本重治的赤色整肃、公职追放导致报社破产关闭。1949年加入出版社“真善美社”任职専務，但不久公司倒闭。经緒方竹虎介绍，1950年任“新光印刷”社長，年仅29岁。“新光印刷”后来并入日本写真製版株式会社，再后来并入新光印刷工業株式会社，现为徳間印务中心。1953年《读卖新闻》时期的朋友竹井博友出任日東新聞副社長，其经营的《芸能娱乐新聞》週刊经营不善于1954年2月休刊。1954年3月德間康快出任株式会社「東西芸能出版社」社長，《芸能娱乐新聞》週刊于1954年4月再刊[10]。1961年创办総合出版会社“徳間書店”。1967年“芸能娱乐出版”并入徳間書店。 
2000年9月20日，因肝病離世。

## 事業

### 電影事業
德間康快於1974年以2億日圓收購當時瀕臨破產的大映電影公司，之後將大映以「大映電影株式會社」新名稱、成為德間書店底下專門拍攝電影的子公司。
在動畫事業方面，德間則在1985年協助當時拍攝完《風之谷》的宮崎駿、高畑勳等人成立了「吉卜力工作室」。

### 教育事業
1984年2月，母校逗子開成學園聘請德間康快擔任學校的理事。因先前在1980年發生逗子開成學園的職員前往長野縣白馬村一帶的八方尾根登山發生死亡事故，當時校方以此為教員私人旅行的理由拒絕向罹難家屬賠償，而德間上任時則協助了校方與家屬的和解。

### 文化事業
2000年4月1日德間康快在當時的東京都知事石原慎太郎的邀請下，擔任東京都寫真美術館的館長。在德間於當年逝世後則改由資生堂公司的會長福原義春擔任。

## 得獎履歷
- 1989年第12屆日本電影金像獎：特別賞企劃賞[10]
- 1998年第21屆日本電影金像獎：會長功勞賞[11]
- 2001年第24屆日本電影金像獎：會長功勞賞[12]

## 參與作品

### 真人電影
- 金環蝕（1975年）：出資
- 追捕（1976年）：助理製片
- （1978年）：總指揮
- （1979年）：執行製作人、總指揮
- （1982年）：出資
- （1982年）：出資
- 首都消失（1987年）：出資
- 敦煌（1988年）：執行製作人
- （1990年）：執行製作人
- 菊豆（1990年）：執行製作人
- （1992年） ：執行製作人
- 一代鮮師（1993年）：總製作人
- （1995年）：執行製作人
- 卡美拉 大怪獸空中決戰（1995年）：執行製作人
- 談談情跳跳舞（1996年） ：執行製作人
- 卡美拉2 雷吉翁襲來（1996年）：執行製作人
- 桌球温泉（1998年） ：製作總指揮
- 卡美拉3 邪神覺醒（1999年）：總指揮
- 回路（2000年）：執行製作人
- 漂流街（2000年）：執行製作人
- 式日（2000年）：執行製作人

### 電影動畫
- 风之谷（1984年）：出資
- 戰國魔神豪將軍（1985年）：出資
- 天空之城（1986年）：出資
- （1986年）：出資
- 龙猫（1988年）：出資
- 魔女宅急便（1989年）：出資
- 儿时的点点滴滴（1991年）：出資
- 红猪（1992年）：出資
- 平成狸合战（1994年）：出資
- 心之谷（1995年） ：執行製作人
- 魔法公主（1997年）：執行製作人
- 千与千寻（2001年）：執行製作人

### 短篇動畫
- 可羅的大散步（2002年）：出資

### OVA動畫
- 天使之卵（1985年）：出資

## 演出作品
- 卡美拉2 雷吉翁襲來（1996年）：飾演內閣官房長官

## 關聯條目
- 吉卜力工作室
- 大映
- 東京都寫真美術館
- 德間記念動畫文化財團
- 德間書店

## 外部連結
- 日本電影數據庫（JMDb）上德間康快的資料（日語）
- Yasuyoshi Tokuma在互联网电影资料库（IMDb）上的資料（英文）
- 君家物語 （页面存档备份，存于）